# Pteromalus apantelophagus
Pteromalus apantelophagus är en stekelart som först beskrevs av Crawford 1910.  Pteromalus apantelophagus ingår i släktet Pteromalus och familjen puppglanssteklar. Inga underarter finns listade i Catalogue of Life.